# MLB 1902
Die MLB-Saison 1902 war die zweite Saison der modernen Ära der Major League Baseball (MLB).
Nach Platz vier im Vorjahr konnten die Philadelphia Athletics im zweiten Jahr des Bestehens der American League erstmals den Titel erringen. Der Vorjahressieger, die Chicago White Stockings, erreichten nur den vierten Rang. Im Vergleich zur Vorsaison benannten sich die Cleveland Bluebirds um und traten nun als Cleveland Broncos an.
In der National League konnten die Pittsburgh Pirates mehr als souverän ihren Titel verteidigen und gewannen die Liga mit einem großen Vorsprung von 27½ Spielen auf die Brooklyn Superbas.
Da die World Series, bei der Sieger der AL und NL aufeinandertreffen, erst im Folgejahr eingeführt wurde, gab es 1902 noch keinen Champion der MLB. Das ligaübergreifend statistisch beste Team waren wie bereits im Vorjahr die Pirates aus der National League.

## Ergebnis zum Saisonende
| Pos | Franchise               | W  | L  | %      | GB  |
| --- | ----------------------- | -- | -- | ------ | --- |
| 1   | Philadelphia Athletics  | 83 | 53 | 61,0 % | 0 – |
| 2   | St. Louis Browns        | 78 | 58 | 57,4 % | 05  |
| 3   | Boston Americans        | 77 | 60 | 56,2 % | 06½ |
| 4   | Chicago White Stockings | 74 | 60 | 55,2 % | 08  |
| 5   | Cleveland Broncos       | 69 | 67 | 50,7 % | 14  |
| 6   | Washington Senators     | 61 | 75 | 44,9 % | 22  |
| 7   | Detroit Tigers          | 52 | 83 | 38,5 % | 30½ |
| 8   | Baltimore Orioles       | 50 | 88 | 36,2 % | 34  |

| Pos | Franchise             | W   | L  | %    | GB  |
| --- | --------------------- | --- | -- | ---- | --- |
| 1   | Pittsburgh Pirates    | 103 | 36 | .741 | 0–  |
| 2   | Brooklyn Superbas     | 075 | 63 | .593 | 27½ |
| 3   | Boston Beaneaters     | 073 | 64 | .581 | 29  |
| 4   | Cincinnati Reds       | 070 | 70 | .500 | 33½ |
| 5   | Chicago Orphans       | 068 | 69 | .496 | 34  |
| 6   | St. Louis Cardinals   | 056 | 78 | .418 | 44½ |
| 7   | Philadelphia Phillies | 056 | 81 | .409 | 46  |
| 8   | New York Giants       | 048 | 88 | .353 | 53½ |

W = Wins (Siege), L = Losses (Niederlagen), % = Winning Percentage, GB = Games Behind (Rückstand auf Führenden: Zahl der notwendigen Niederlagen des Führenden bei gleichzeitigem eigenen Sieg) 